# Duke Jordan Trio & Quintet
Duke Jordan Trio & Quintet ist ein Jazzalbum von Duke Jordan, aufgenommen im Studio von Rudy Van Gelder in Hackensack am 10. Oktober und 20. November 1955 und veröffentlicht auf Savoy Records.

## Das Album
Duke Jordans Savoy-Album Trio & Quintet gilt als wichtiges Werk des Hardbop-Pianisten aus den 1950er Jahren, der ansonsten in dieser Zeit lediglich als Begleitmusiker bei Aufnahmen von Gene Ammons, Stan Getz, Kenny Clarke, Percy Heath, Cecil Payne und Art Blakey in Erscheinung trat. Heath, Payne und Blakey wirkten dann auch bei seinem im Herbst 1955 entstandenen Album für Savoy mit.
Das Album ist zweigeteilt in eine Trio-Session von Oktober und eine Quintett-Session vom November 1955; die A-Seite der LP enthielt fünf Titel, bei denen Duke Jordan von Percy Heath und Art Blakey begleitet wurde. Sie spielten ein Programm von drei bekannten Jazz-Standards wie George Gershwins „Summertime“, „They Can’t Take That Away from Me“ und Dizzy Gillespies „A Night in Tunisia“ sowie zwei Eigenkompositionen Jordans, „Forecast“ und „Sultry Eye“. Ira Gitler verglich den Personalstil Jordans mit den damals führenden Jazzpianisten Bud Powell, Ellington, Monk, John Lewis und Tadd Dameron; dem gegenüber spiele Jordan einen melodischen, sparsamen Stil. „Forecast“ enthält ein heiteres Solo Jordans, ergänzt durch die Improvisationen Percy Heath´ und ein Wechselspiel zwischen Blakey und Jordan. „Summertime“ spielt der Pianist ohne Begleitung ein.

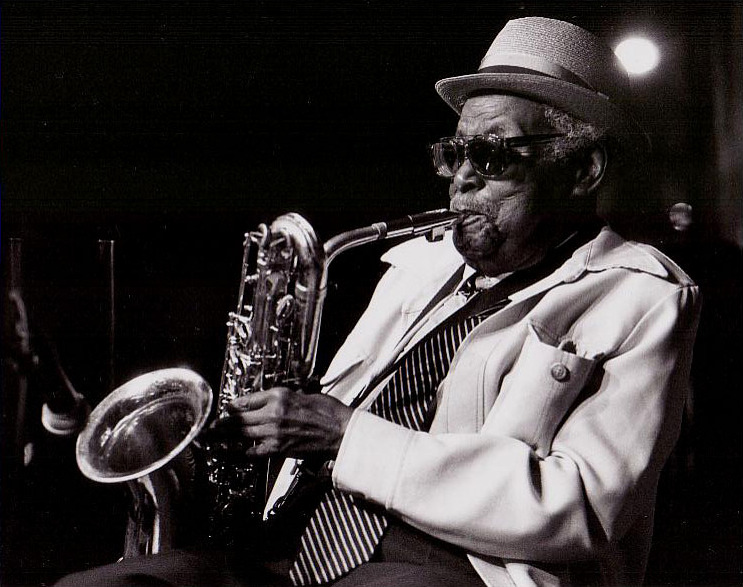
Cecil Payne im Kitano Hotel Jazz Club, NYC 2005

Die im November 1955 entstandenen Aufnahmen in Quintettbesetzung, auf der B-Seite der LP, brachten den Pianisten mit dem Posaunisten Eddie Bert, in dessen Band Jordan 1954 spielte, und seinen langjährigen musikalischen Partner Cecil Payne zusammen; der ebenfalls aus Brooklyn stammende Baritonsaxophonist steuerte auch eine Komposition bei, „Cu-Ba“. Bis auf Jerome Kerns Standard „Yesterdays“ spielte das Quintett noch drei Eigenkompositionen Jordans, „Flight to Jordan“, „Two Loves“ und „Scotch Blues“. Die Quintett-Stücke sind stark durch die front line der Bläser dominiert; Jordan nahm sich hier als Solist zurück und agierte mehr als Begleitmusiker. Die B-Seite beginnt mit Jordans Komposition in mittlerem Tempo, „Flight to Jordan“, mit solistischen Beiträgen von Jordan, Payne, Bert und Art Blakey. „Two Loves“ vereint zwei Kompositionen des Pianisten, „Tracey“ und „Sheila“; die Sängerin Sheila Jordan war Dukes Frau; Tracey ihre gemeinsame Tochter. „Cu-Ba“ ist eine Komposition von Cecil Payne, der Versionen von Charlie Barnet und James Moody vorangingen. Cecil Payne und Art Blakey glänzten hier mit Soli. Saxophonist Payne dominiert die Interpretation des Standards „Yesterdays“; Duke Jordans Solo bildet die Brücke zwischen den zwei Soli des Baritonsaxophonisten. Das Album endet mit Dukes „Scotch Blues“, einer Nachempfindung der schottischen Dudelsackbläser, während aber die Soli von Jordan, Payne, Bert und Percy Heath eher im konventionellen Blues-Groove bleiben.
Pianist Jordan und Baritonsaxophonist Payne setzten ihre Zusammenarbeit 1956 auf Paynes Savoy-Album Patterns of Jazz fort.

## Bewertung des Albums
Richard Cook und Brian Morton bewerteten das Album im Penguin Guide to Jazz (2. Auflage) mit der Höchstnote von vier Sternen und heben insbesondere die Quintett-Aufnahmen von „Flight to Jordan“ und „Two Lovers“ hervor. Die „Yesterdays“-Interpretation durch Jordans Band enthielte „rhapsodische Wirbel von Akkorden und melodische Fragmente.“

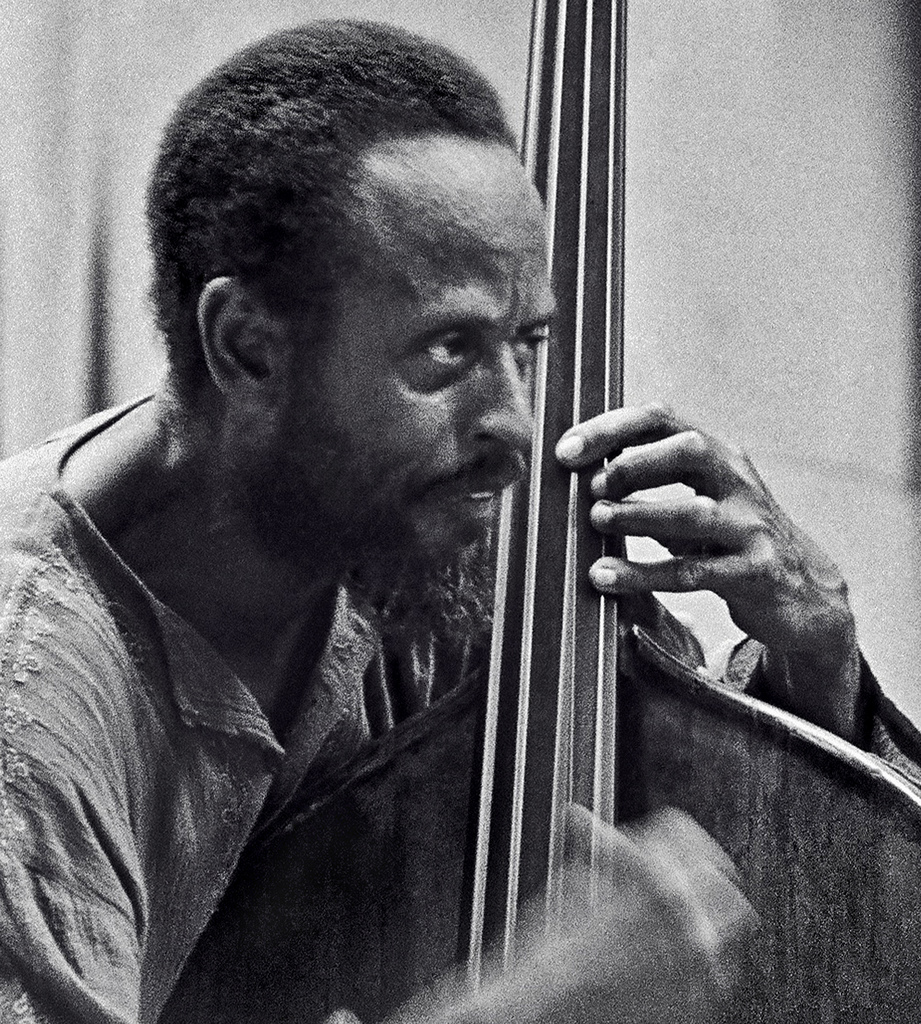
Percy Heath; 1977

Im All Music Guide, der das Album mit lediglich drei Sternen bewertet, hebt Jim Todd dagegen Duke Jordans Leistungen bei den Trio-Einspielungen hervor, sie seien „elegant, swinging bop style“ bei dem Blakey und Heath zurückhaltende Unterstützung leisteten. "They Can't Take That Away From Me" und "Night in Tunisia" seien frische Neuschöpfungen. Jordan's Upbeat-Nummer "Forecast" und seine meditative Ballade "Sultry Eve" seien beeindruckende Originale. Missglückt sei lediglich die Interpretation von George Gershwin's "Summertime". Bei den Quintett-Stücken sei Jordan zum konventionellen Backgroundmusiker zurückgestuft. Problematisch sei die ineffektive, bodenlastige Kombination aus Baritonsaxophon und Posaune. Paynes und Berts Parts böten wenig harmonisches Interessantes; die Resultate der zwei Hörner brächten nicht viel mehr als die Arbeit eines Spielers. "Flight to Jordan" und Payne's "Cu-ba" zeigten respektable Soli, während der "Scotch Blues" zwar interessante Bluespassagen hätte, aber eine Mischung mit schottischen Motiven nicht zustande käme.

## Editorische Hinweise
Das Album Duke Jordan Trio And Quintet erschien zunächst auf dem Sublabel Signal (Signal S 1202); später unter anderen Titeln bei Savoy (Duke Jordan – The Street Swingers, Savoy MG 12149) sowie  Duke Jordan – Flight To Jordan (Savoy SJL 1169). Die Denon-Ausgabe, die Anfang der 1990er Jahre erschien, veröffentlichte das Album wieder unter dem ursprünglichen Titel.

## Die Titel
- Duke Jordan – Trio & Quintet (Savoy SV-0149)

1. Forecast (Jordan) 4:46
2. Sultry Eye (Jordan) 3:56

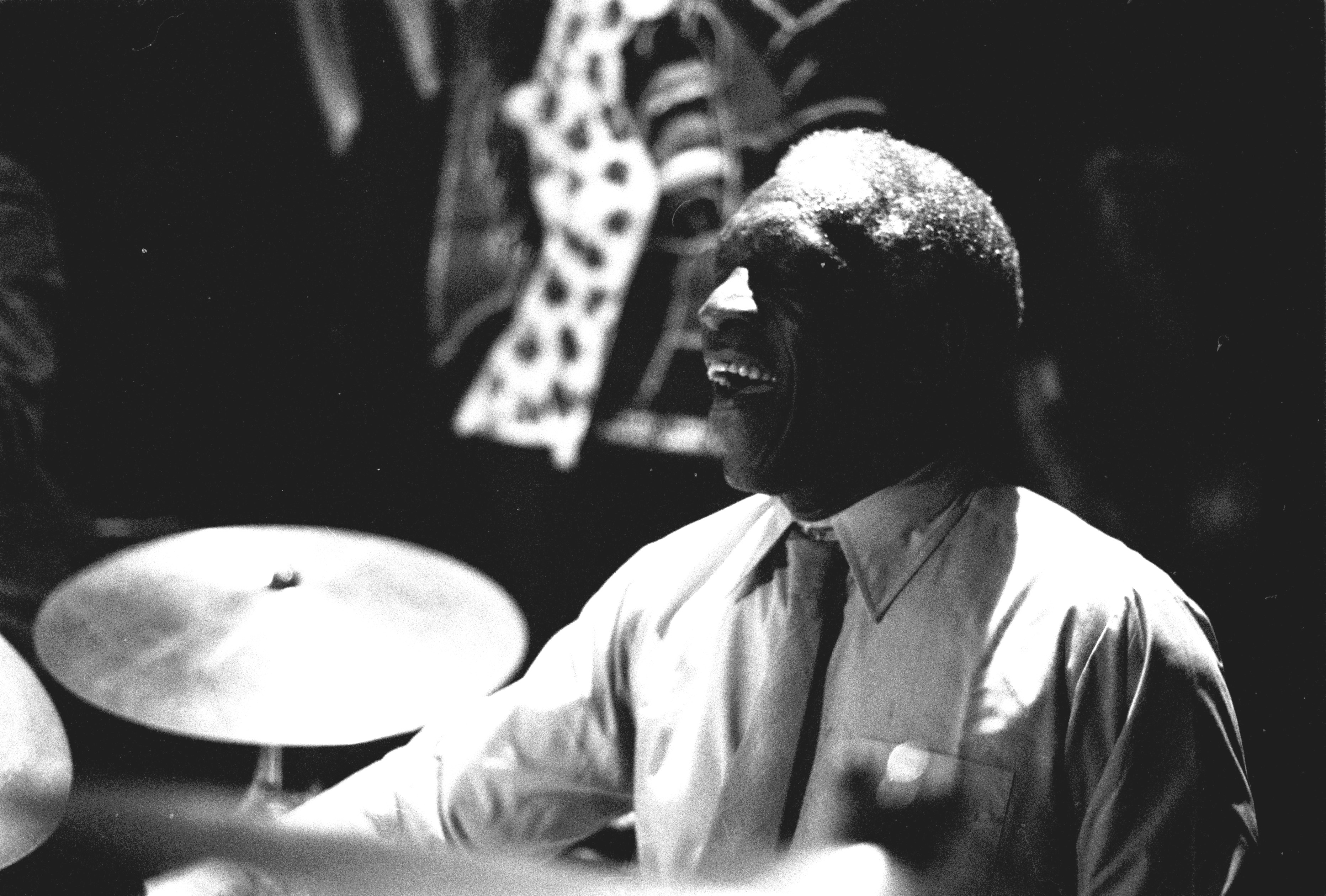
Art Blakey – Konzertaufnahme von 1985

3. They Can't Take that Away from Me (Gershwin) 4:36
4. Night in Tunisia (Gillespie) 5:09
5. Summertime (Gershwin) 4:25
6. Flight to Jordan (Jordan) 4:43
7. Two Loves (Jordan) 3:07
8. Cu-Ba (Payne) 3:32
9. Yesterdays (Harbach – Kern) 5:45
10. Scotch Blues (Jordan) 4:37